# Tân Hiệp B
Tân Hiệp B là một xã thuộc huyện Tân Hiệp, tỉnh Kiên Giang, Việt Nam.

## Địa lý
Xã Tân Hiệp B có vị trí địa lý:
- Phía đông giáp thị trấn Tân Hiệp
- Phía tây giáp xã Tân Hòa
- Phía nam giáp xã Tân Hiệp A
- Phía bắc giáp thành phố Cần Thơ.

Xã Tân Hiệp B có diện tích 34,01 km², dân số năm 2020 là 7.883 người, mật độ dân số đạt 232 người/km².
Tôn giáo chủ yếu là Công Giáo, còn lại theo Phật Giáo và các tín ngưỡng địa phương.

## Hành chính
Xã Tân Hiệp B được chia thành 6 ấp: Tân An, Tân Hà A, Tân Hòa A, Tân Phát A, Tân Phú, Tân Phước.

## Lịch sử
Sau năm 1975, Tân Hiệp B là một xã thuộc huyện Tân Hiệp.
Ngày 29 tháng 6 năm 2009, Chính phủ ban hành Nghị quyết số 29/NQ-CP về việc thành lập xã Tân Hòa trên cơ sở điều chỉnh 3.524,87 ha diện tích tự nhiên và 8.566 nhân khẩu của xã Tân Hiệp B.
Sau khi điều chỉnh địa giới hành chính, xã Tân Hiệp B còn lại 3.374,18 ha diện tích tự nhiên và 11.099 nhân khẩu.

## Xã hội
- Trường Mẫu Giáo Hương Sen: Ấp Tân Hòa A (Thành lập: 13/02/1987)
- Trường TH&THCS TÂN HIỆP B3: Ấp Tân Phát A (Thành lập: 01/08/1995)
- Trường THCS TÂN HIỆP B2: Ấp Tân Hòa A (Thành lập: ?/?/2003).

## Văn hóa

### Cơ sở tôn giáo
- Nhà Thờ Trinh Vương (Giáo xứ Trinh Vương thuộc ấp Tân Phát)
- Nhà Thờ Vinh Sơn (Giáo xứ Vinh Sơn thuộc ấp Tân Hòa A)
- Nhà Thờ Phêrô - Phaolô (Giáo xứ Tân Thuận thuộc ấp Tân Hòa A)
- Nhà Thờ An Tôn (Giáo xứ An Tôn thuộc ấp Tân Hà A)
- Nhà Thờ An Tiến (Giáo Xứ An Tiến).